# Qingdao FC
Qingdao Football Club is een Chinese voetbalclub uit Qingdao. De club werd opgericht in 2013. De club speelt in het Qingdao Guoxin Stadion, dat plaats biedt aan 45.000 mensen. Yaya Touré is sinds juli 2019 speler bij de club. In 2019 werd Qingdao Huanghai kampioen in de China League One en promoveerde voor het eerst naar de Chinese Super League. 

## Historische namen
- 2013-2015: Qingdao Hainiu
- 2016-2020: Qingdao Huanghai FC
- 2021- : Qingdao FC

## Erelijst
- China League One: 2019
- China League Two: 2013

Beijing Guoan · 
Cangzhou Mighty Lions ·
Changchun Yatai ·
Chengdu Rongcheng ·
Henan · 
Meizhou Hakka · 
Nantong Zhiyun · 
Qingdao Hainiu ·
Qingdao West Coast ·
Shandong Taishan · 
Shanghai Shenhua ·
Shanghai Port ·
Shenzhen Peng City ·
Tianjin Jinmen Tiger · 
Wuhan Three Town
Zhejiang